# Кубок Англії з футболу 1914—1915
Кубок Англії з футболу 1914—1915 — 44-й розіграш найстарішого футбольного турніру у світі, Кубка виклику Футбольної Асоціації, також відомого як Кубок Англії. Втретє титул здобув Шеффілд Юнайтед.

## Перший раунд
| Дата                  | Господарі                | Рахунок | Гості                   |
| --------------------- | ------------------------ | ------- | ----------------------- |
| 9 січня               | Бірмінгем Сіті           | 2:2     | Крістал Пелес           |
| 13 січня Перегравання | Крістал Пелес            | 3:0     | Бірмінгем Сіті          |
| 9 січня               | Блекпул                  | 1:2     | Шеффілд Юнайтед         |
| 9 січня               | Дарлінгтон               | 0:1     | Бредфорд Сіті           |
| 9 січня               | Бристоль Сіті            | 2:0     | Кардіфф Сіті            |
| 9 січня               | Бернлі                   | 3:1     | Гаддерсфілд Таун        |
| 9 січня               | Бері                     | 1:1     | Плімут Аргайл           |
| 13 січня Перегравання | Плімут Аргайл            | 1:2     | Бері                    |
| 9 січня               | Ліверпуль                | 3:0     | Стокпорт Каунті         |
| 9 січня               | Престон Норт-Енд         | 0:0     | Манчестер Сіті          |
| 13 січня Перегравання | Манчестер Сіті           | 3:0     | Престон Норт-Енд        |
| 9 січня               | Рочдейл                  | 2:0     | Джиллінгем              |
| 9 січня               | Саут Шилдс               | 1:2     | Фулгем                  |
| 9 січня               | Саутгемптон              | 3:0     | Лутон Таун              |
| 9 січня               | Редінг                   | 0:1     | Вулвергемптон Вондерерз |
| 9 січня               | Ноттінгем Форест         | 1:4     | Норвіч Сіті             |
| 9 січня               | Астон Вілла              | 2:0     | Ексетер Сіті            |
| 9 січня               | Венсдей                  | 1:0     | Манчестер Юнайтед       |
| 9 січня               | Болтон Вондерерз         | 2:1     | Ноттс Каунті            |
| 9 січня               | Грімсбі Таун             | 0:3     | Нортгемптон Таун        |
| 9 січня               | Мідлсбро                 | 9:3     | Гул Таун                |
| 9 січня               | Дербі Каунті             | 1:2     | Лідс Сіті               |
| 9 січня               | Евертон                  | 3:0     | Барнслі                 |
| 9 січня               | Тоттенгем Готспур        | 2:1     | Сандерленд              |
| 9 січня               | Квінз Парк Рейнджерс     | 2:1     | Глоссоп                 |
| 9 січня               | Вест Гем Юнайтед         | 2:2     | Ньюкасл Юнайтед         |
| 13 січня Перегравання | Ньюкасл Юнайтед          | 3:2     | Вест Гем Юнайтед        |
| 9 січня               | Брайтон енд Гоув Альбіон | 2:1     | Лінкольн Сіті           |
| 9 січня               | Міллволл                 | 2:1     | Клептон Орієнт          |
| 9 січня               | Галл Сіті                | 1:0     | Вест-Бромвіч Альбіон    |
| 9 січня               | Челсі                    | 1:1     | Свіндон Таун            |
| 13 січня Перегравання | Челсі                    | 5:2     | Свіндон Таун            |
| 9 січня               | Кройдон Коммон           | 0:3     | Олдем Атлетік           |
| 9 січня               | Бредфорд Парк-Авеню      | 1:0     | Портсмут                |
| 9 січня               | Суонсі Сіті              | 1:0     | Блекберн Роверз         |
| 9 січня               | Арсенал                  | 3:0     | Мертір Таун             |
| 16 січня              | Бристоль Роверз          | 0:0     | Саутенд Юнайтед         |
| 23 січня Перегравання | Саутенд Юнайтед          | 3:0     | Бристоль Роверз         |

## Другий раунд
До другого раунду увійшли переможці першого раунду. 
| Дата                   | Господарі                | Рахунок | Гості                    |
| ---------------------- | ------------------------ | ------- | ------------------------ |
| 30 січня               | Бернлі                   | 6:0     | Саутенд Юнайтед          |
| 30 січня               | Бері                     | 0:1     | Бредфорд Парк-Авеню      |
| 30 січня               | Венсдей                  | 2:0     | Вулвергемптон Вондерерз  |
| 30 січня               | Болтон Вондерерз         | 0:0     | Міллволл                 |
| 6 лютого Перегравання  | Міллволл                 | 2:2     | Болтон Вондерерз         |
| 13 лютого Перегравання | Болтон Вондерерз         | 4:1     | Міллволл                 |
| 30 січня               | Евертон                  | 4:0     | Бристоль Сіті            |
| 30 січня               | Шеффілд Юнайтед          | 1:0     | Ліверпуль                |
| 30 січня               | Ньюкасл Юнайтед          | 1:1     | Суонсі Сіті              |
| 6 лютого Перегравання  | Суонсі Сіті              | 0:2     | Ньюкасл Юнайтед          |
| 30 січня               | Манчестер Сіті           | 1:0     | Астон Вілла              |
| 30 січня               | Квінз Парк Рейнджерс     | 1:0     | Лідс Сіті                |
| 30 січня               | Фулгем                   | 2:3     | Саутгемптон              |
| 30 січня               | Брайтон енд Гоув Альбіон | 0:0     | Бірмінгем Сіті           |
| 6 лютого Перегравання  | Бірмінгем Сіті           | 3:0     | Брайтон енд Гоув Альбіон |
| 30 січня               | Норвіч Сіті              | 3:2     | Тоттенгем Готспур        |
| 30 січня               | Бредфорд Сіті            | 1:0     | Мідлсбро                 |
| 30 січня               | Галл Сіті                | 2:1     | Нортгемптон Таун         |
| 30 січня               | Олдем Атлетік            | 3:0     | Рочдейл                  |
| 30 січня               | Челсі                    | 1:0     | Арсенал                  |

## Третій раунд
До третього раунду увійшли переможці другого раунду. 
| Дата                   | Господарі            | Рахунок | Гості               |
| ---------------------- | -------------------- | ------- | ------------------- |
| 20 лютого              | Бірмінгем Сіті       | 2:3     | Олдем Атлетік       |
| 20 лютого              | Саутгемптон          | 2:2     | Галл Сіті           |
| 27 лютого Перегравання | Галл Сіті            | 4:0     | Саутгемптон         |
| 20 лютого              | Венсдей              | 1:2     | Ньюкасл Юнайтед     |
| 20 лютого              | Бредфорд Сіті        | 1:1     | Норвіч Сіті         |
| 27 лютого Перегравання | Норвіч Сіті          | 0:0     | Бредфорд Сіті       |
| 3 березня Перегравання | Бредфорд Сіті        | 2:0     | Норвіч Сіті         |
| 20 лютого              | Болтон Вондерерз     | 2:1     | Бернлі              |
| 20 лютого              | Шеффілд Юнайтед      | 1:0     | Бредфорд Парк-Авеню |
| 20 лютого              | Манчестер Сіті       | 1:2     | Челсі               |
| 20 лютого              | Квінз Парк Рейнджерс | 1:2     | Евертон             |

## Четвертий раунд
У цьому раунді зіграли переможці попереднього етапу.
| Дата                    | Господарі        | Рахунок | Гості           |
| ----------------------- | ---------------- | ------- | --------------- |
| 6 березня               | Олдем Атлетік    | 0:0     | Шеффілд Юнайтед |
| 13 березня Перегравання | Шеффілд Юнайтед  | 3:0     | Олдем Атлетік   |
| 6 березня               | Челсі            | 1:1     | Ньюкасл Юнайтед |
| 13 березня Перегравання | Ньюкасл Юнайтед  | 0:1     | Челсі           |
| 6 березня               | Болтон Вондерерз | 4:2     | Галл Сіті       |
| 6 березня               | Бредфорд Сіті    | 0:2     | Евертон         |

## Півфінали
У півфіналах зіграли команди, що перемогли на попередньому етапі.
| Дата       | Господарі       | Рахунок | Гості            |
| ---------- | --------------- | ------- | ---------------- |
| 27 березня | Шеффілд Юнайтед | 2:1     | Болтон Вондерерз |
| 27 березня | Челсі           | 2:0     | Евертон          |

## Фінал
| 24 квітня 1915 |

| Шеффілд Юнайтед                       | 3:0      | Челсі |
| ------------------------------------- | -------- | ----- |
| Сіммонс 36' Фейзекерлі 84' Кітчен 88' | Протокол |       |

| Олд-Траффорд, Манчестер Глядачів: 49 557 Арбітр: Г.Г.Тейлор |